# Авіаносець Б
Авіаносець Б (нім. Flugzeugträger B) — належав до класу авіаносців Граф Цеппелін (нім. Graf-Zeppelin-Klasse). Повинен був стати другим авіаносцем Крігсмаріне після Graf Zeppelin. Через рік після закладення його будову зупинили і незабаром розібрали заради звільнення виробничих площ корабельні для закладення підводних човнів.

## Історія
15 листопада 1933 німецький уряд прийняв програму відбудови Крігсмаріне, де було передбачено будівництво авіаносця і його прийняття на озброєння 1934 року. Йому відводилась роль підтримки Крігсмаріне у потенційній війні з Францією у Атлантиці. Згідно угоди з Великою Британією від 1935 (Deutsch-britisches Flottenabkommen) Німеччину більше не обмежували умови Версальської угоди. Вона могла посісти флот у 35 % від британського без обмеження класів кораблів, де авіаносець займав би 2 %. На 1939
був прийнятий план по відновленню Крігсмаріне (Z-Plan) з 4 авіаносцями. Було вирішено, що окрім авіаносців класу Graf Zeppelin водотоннажністю 23.000 т необхідно збудувати менший авіаносець у 12.000 т, оскільки втрата меншого буде менш відчутною для флоту.
Через Версальські обмеження Німеччина у декотрій мірі втратила досвід будівництва великих військових кораблів і не мала досвіду будівництва авіаносців. У квітні 1934 було створено робочу групу з проектування авіаносців під керівництвом Вільгельма Гаделера. Перший проект вони виконали за зразком британських авіаносців класу «Корейджес», збудованих на основі легких лінійних крейсерів Першої світової війни. Авіаносці будувала союзна Японія, куди відбула восени 1935 комісія на чолі з генералом Ернстом-Августом Ротом. Вони оглянули авіаносець Акагі, вивчали конструкцію злітної палуби, подачі туди ліфтами літаків і отримали частину креслень. На цій основі було розроблено проект авіаносців, перший з яких заклали 1936 року.

## Історія будови

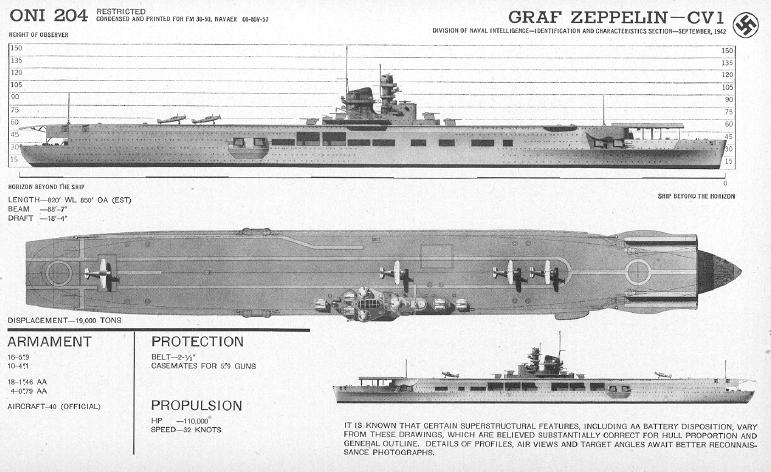
Схема сестринського корабля Graf-Zeppelin

Замовлення на будівництво другого авіаносця Б було підписано 16 листопада 1935 з корабельнею Friedrich Krupp Germaniawerft з міста Кіль. Його закладення відбулось у другій половині 1938 після спуску 22 серпня 1938 з цього стапеля важкого крейсера Prinz Eugen. Затримка із його закладенням була спричинена як обмеженою потужністю корабелень Третього Райху, так і бажанням сумістити святкування закладення одного авіаносця із спуском на воду іншого (Graf Zeppelin спустили на воду 8 грудня 1938 року). Авіаносець Б планували спустити на воду 1 липня 1940 року. Авіаційне з'єднання 286 для авіаносця мали сформувати у листопаді 1941 у Вільгельмсгафен. У випадку спуску на воду його мали б назвати на честь Петера Штрассера — командувача авіасил Кайзерліхмаріне, що складались з 7 дирижаблів LZ.
З початком Другої світової війни у середині вересня 1939 було припинено будівництво великих кораблів на корабельнях заради звільнення місця, економії матеріалів, коштів заради будівництва підводних човнів. Будівництво авіаносця Б зупинили 19 вересня 1939, коли його корпус довели до панцирної палуби, верхнього обрізу машинного відділення.
Наказ почати розбирання корпусу авіаносця вийшов 28 лютого 1940 і злам тривав 4 місяці. Було отримано 8.000 т металобрухту. Технічне оснащення — катапульти, кабельна система гальмування літаків, ліфти літаків продали до Італії для авіаносця Aquila.

## Конструкція

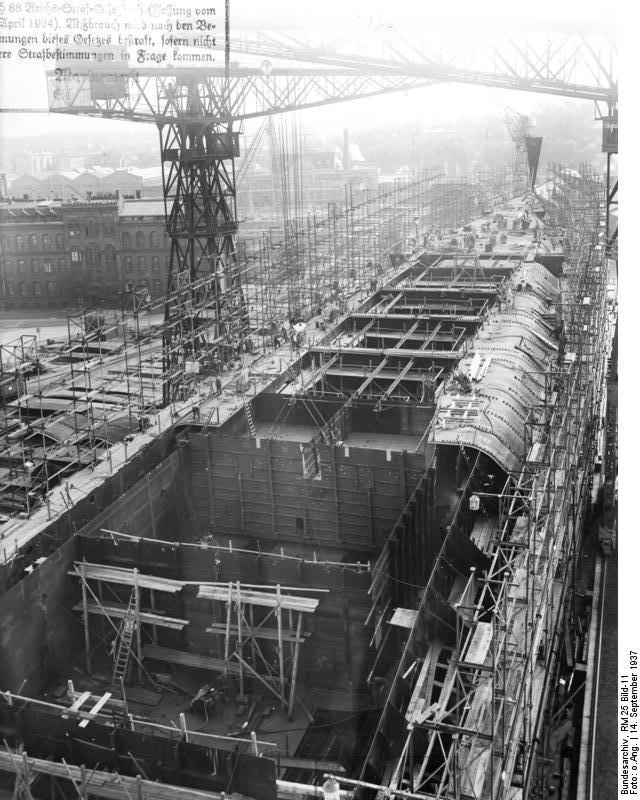
Будівництво авіаносця Б у вересні 1939

Особливістю конструкції авіаносців були дві потужні катапульти, здатні запустити літак з невеликої злітної смуги. У передвоєнний період у авіаносців Японії катапульти були відсутні, а у британських, американських менш потужні. На авіаносці передбачалось утримувати літаки трьох типів — торпедоносці-розвідники Fieseler Fi 167, бомбардувальники Junkers Ju 87, винищувачі Messerschmitt Bf 109 T. Для збільшення кількості бомбардувальників було обмежено кількість винищувачів, хоча для такої водотоннажності кількість літаків була незначною. У аналогічних японських авіаносцях класу Дзуйкаку, американських класу USS Enterprise (CV-6) чисельність літаків була вдвічі більшою. Лише у британських їх було дещо більше.
Корабель був останнім авіаносцем світу, на якому передбачалось широке використання універсальної артилерії для потенційного нападу ворожих есмінців, охорони торгових караванів. 16×15-см гармат відповідало озброєнню двох легких крейсерів. Через обмежену кількість кораблів Крігсмаріне авіаносці було б важко захистити значним супроводом з крейсерів, есмінців. Кількість зенітних гармат 105-мм, 37-мм, 20-мм була значно меншою за стандарти початку 1940-х років. Значний простір для розміщення гармат, боєприпасів, ліфтів для пострілів зменшив розмір ангарів для літаків. Для прикладу на Graf Zeppelin так і не встановили гармат.

### Конструкція корпусу
При довжині 362,5 м і ширині 31,5 м авіаносець повинен був отримати доволі стрункий силует. На однотипному «Графі Цеппеліні» через надто велику масу, зосереджену навколо злітної палуби, розширили корпус для підвищення його морехідності (1942), використовуючи нові об'єми для зберігання додаткового палива. Корпус був розділений на 19 водонепроникних відсіків. Три ліфти з електроприводом розташовувались по центру палуби у носовій, центральній, кормовій частинах. Вони мали восьмикутну форму (13 м ×14 м) і могли піднімати 5,5 т вантажу. Під злітною палубою знаходився верхній ангар 185 м × 16 м заввишки 6 м для винищувачів і бомбардувальників. Нижній ангар для торпедоносців був висотою 5,7 м і розміром 172 м × 16 м. Загальна площа ангарів виносила 5450 м². Повітряні компресори Deutsche Werke повинні були для запуску літаків приводити в дію катапульти довжиною 23 м. Вони могли 2,5 т прискорити до 140 км/год і 5,0 т до 130 км/год.
Корпус авіаносця, палуби мали панцирний захист. Вертикальний захист охоплював борти (товщина 60-100 мм), каземати, рубки управління. Нижче ватерлінії були передбачені 20-мм захисний пояс і анти-торпедні перегородки. Горизонтальний захист злітної палуби товщиною 20-40 мм повинен був протистояти обстрілу з ворожих літаків, попаданням бомб. Біля ліфтів передбачалось встановити товстіші плити для надання міцності конструкції. Панцирна палуба товщиною 40-60 мм простягалась вздовж нижнього ангара. Згідно з класичною схемою захисту панцирних кораблів вздовж бортів панцирна палуба мала схил під кутом 45°, який нижче ватерлінії сполучався з панцирним захистом борту.

### Машинне відділення
Для досягнення значної максимальної і крейсерської швидкостей планували використати 16 котлів, 4 турбіни для пари високого тиску, що вимагали великої витрати палива, через що ємності для палива було збільшено. Схема чотирьох котлів, що подавали перегрітий пар на турбіну походила з важких крейсерів класу «Адмірал Гіппер». Вони повинні були досягати потужності 200000 к.с. (150 000 кВт), що дозволило б авіаносцеві розвинути швидкість 35 вузлів (65 км/год). У носовій частині передбачалось встановити додаткові рушії системи Войт-Шнейдера для полегшення маневрування у портах, вузьких протоках, каналах. При пошкодженні гребних гвинтів вони на спокійному морі могли б надати кораблеві швидкість 4 вузлів (7,4 км/год).